# Dipartimento di Río Primero
Río Primero è un dipartimento argentino, situato nella parte centro-nord della provincia di Córdoba, con capoluogo Santa Rosa de Río Primero.

## Geografia fisica
Esso confina a nord con il dipartimento di Tulumba, ad est con quello di San Justo, a sud con il dipartimento di Río Segundo, e ad ovest con quelli di Santa María, Colón e Totoral.
Il dipartimento è suddiviso nelle seguenti pedanie: Castaño, Chalacea, Esquina, Quebracho, Remedios, Santa Rosa, Suburbios, Tala, Timón Cruz, Villa Monte, Yegua Muerta.

## Società

### Evoluzione demografica
Secondo il censimento del 2001, su un territorio di 6.753 km², la popolazione ammontava a 42.429 abitanti, con un aumento demografico del 13,49% rispetto al censimento del 1991.

## Amministrazione
Nel 2001 il dipartimento comprendeva:
- 17 comuni (comunas in spagnolo):
  - Atahona
  - Cañada de Machado
  - Capilla de Los Remedios
  - Chalacea
  - Colonia Las Cuatro Esquinas
  - Comechingones
  - Diego de Rojas
  - El Crispín
  - Esquina
  - Kilómetro 658
  - La Posta
  - La Quinta
  - Las Gramillas
  - Las Saladas
  - Maquinista Gallini
  - Plaza de Mercedes
  - Sagrada Familia
- 8 municipalità (municipios in spagnolo):
  - La Para
  - La Puerta
  - Monte Cristo
  - Obispo Trejo
  - Piquillín
  - Río Primero
  - Santa Rosa de Río Primero
  - Villa Fontana